# باتريك هاجر
باتريك هاجر (بالألمانية: Patrick Hager)‏ هو لاعب هوكي الجليد ألماني، ولد في 8 سبتمبر 1988 في شتوتغارت في ألمانيا.

## وصلات خارجية
- باتريك هاجر على موقع EliteProspects.com (الإنجليزية)
- باتريك هاجر على موقع Eurohockey.com (الإنجليزية)
- باتريك هاجر على موقع HockeyDB.com (الإنجليزية)
- باتريك هاجر على موقع اللجنة الأولمبية الدولية (الإنجليزية)
- باتريك هاجر على موقع أوليمبيديا (الإنجليزية)